# Панкратов, Владимир Константинович
Владимир Константинович Панкратов (1942, Козинка Голосновского района Воронежской области — 2021, Москва) — российский художник, поэт.

## Биография
Владимир Панкратов родился 1942 году в деревне Козинка Голосновского района Воронежской области.
1970 — окончил Московское высшее художественно-промышленное училище им. С. Г. Строганова.
С 1972 участник всесоюзных, московских и заpубежных выставок.
1978 — вступление в Московский союз художников (МСХ).
2018 — награждён медалью МСХ.
Работы находятся в Архангельском областном музее изобразительных искусств, Вологодской областной картинной галерее, Тульском музее изобразительных искусств, Переславль-Залесском государственном художественном музее, Серпуховском историко-художественном музее, Ульяновском областном художественном музее. В частных коллекциях в России, Англии, США, Германии, Китае.

## Персональные выставки
- 1995 — ЦДХ, Кузнецкий Мост 20
- 2004 — Персональная выставка, Лондон
- 2006 — Персональная выставка, Троицк
- 2011 — совместно с Умит Бек, Кузнецкий Мост, 20[2]
- 2012 — ЦДХ, Москва
- 2014 — Арт-центр «Артефакт», галерея «Лаврушин»
- 2016 — «Мой Свет», творческий поэтический вечер, Открытый клуб
- 2017 — Арт-центр «Артефакт», галерея Лаврушина

## Групповые выставки
- 1990 — «Московская мастерская», выставочный зал Чеpемушкинского pайона
- 1992 — Выставочный зал Московского союза художников
- 1993 — «ARSLONGA», выставочный центр «Московская галерея»
- 1997 — «Москва 850 лет», ЦДХ
- 2001 — «Путь единства», ЦДХ
- 2006 — III выставка «Мир живописи», ЦДХ, Москва
- 2007 — Юбилейная выставка «75 лет Московскому Союзу Художников», ЦДХ
- 2010 — IV выставка «Мир живописи», ЦДХ; «65 лет Победы в Великой Отечественной войне», МСХ
- 2012 — Юбилейная выставка «80 лет МСХ», Манеж, ЦДХ
- 1913 — «New Art Ню», ЦДХ[3]
- 2014 — «АртБокс — Точка пересечения», МСХ; «Мир живописи», МСХ, Кузнецкий мост, 11; «АртБокс — По ту сторону модели», Открытый клуб
- 2015 — «АртБокс — Поле. Переход к абстрактному», Открытый клуб
- 2016 — «АртБокс — Живопись без границ», Тула, Калуга; «Русская провинция», выставочный зал МСХ, Липецк; «Мир живописи», выставочный зал МСХ, Подольск; «Возвращение к картине», МСХ, Кузнецкий мост, 20; «АртБокс — Силовые поля», Кузнецкий мост 20; «АртБокс — Natura Morta», Открытый клуб; «Формула формы», Кузнецкий мост, 20; «Ландшафты абстракции — АртБокс», ЦДХ; «Красное и чёрное I — АртБокс», галерея на Каширке; «Красное и чёрное II — АртБокс», ЦДХ; «Беспощадное обнажение». East Meets West Gallery, Центр дизайна ARTPLAY[4]; «Прогулка по хрустальным садам», ШДИ А. Васильева
- 2017 — «Русская провинция», МСХ, Боровск; «АртБокс — Весна», галерея Лаврушина; Юбилейная выставка «85 лет Московскому Союзу Художников», ЦДХ; «Линия горизонта», ЦДХ; «Конкретно об абстрактном», галерея «На Каширке»; «Женщина в моем представлении. Обнаженная натура IV», East Meets West Gallery, Центр дизайна ARTPLAY[5]; «Время и временность», ЦДХ; «Антибиеннале I», ЦДХ; «АртБокс — Отвлечение от реальности», FUTURO, Нижний Новгород
- 2018 — «АртБокс — Ахроматизм. Зима», МСХ, Кузнецкий мост, 20[6]; «Московские художники регионам», МСХ, Кузнецкий мост, 20; «Антибиеннале II», ЦДХ; «Открытые двери», ЦДХ; «Импровизация на тему…», East Meets Gallery, Центр дизайна ARTPLAY[7]; «Реальное в абстрактном», проект «Творческие среды», ЦДХ[8]; «Вариации на темы джаза», East Meets West Gallery, Центр дизайна ARTPLAY[9]; «Картина …», МСХ, Кузнецкий мост, 11
- 2019—2020 — «Мир детства» — проект МСХ
- 2020 — «Художник и мастерская», МСХ, Кузнецкий мост, 11; «Образ женщины», МСХ, Кузнецкий мост, 11
- 2021 — «Художники и изоляция», онлайн-проект МСХ[10]